# 30 Pułk Piechoty (LWP)
30 pułk piechoty (30 pp) – oddział piechoty ludowego Wojska Polskiego.

## Formowanie i zmiany organizacyjne
Pułk sformowany został w rejonie Białegostoku na podstawie rozkazu nr 16 Naczelnego Dowództwa WP z 3 września 1944, w oparciu o sowiecki etat pułku strzeleckiego nr 04/501. Wchodził w skład 9 Drezdeńskiej Dywizji Piechoty z 2 Armii WP. Zaprzysiężenia dokonano 29 października 1944 w Hryniewiczach.
Od 10 czerwca 1945 do sierpnia 1945 jednostka stacjonowała w garnizonie Rzeszów, a następnie w garnizonie Przemyśl. Od 11 listopada 1946 ponownie w garnizonie Rzeszów, w koszarach przy ulicy Dąbrowskiego 52. W 1962 jednostka przeformowana została w 30 pułk zmechanizowany.

## Skład etatowy
dowództwo i sztab
- 3 bataliony piechoty
- kompanie: dwie fizylierów, przeciwpancerna, rusznic ppanc, łączności, sanitarna, transportowa
- baterie: działek 45 mm, dział 76 mm, moździerzy 120 mm
- plutony: zwiadu konnego, zwiadu pieszego, saperów, obrony pchem, żandarmerii

Razem:
żołnierzy 2915 (w tym oficerów - 276, podoficerów 872, szeregowców - 1765).
Sprzęt:
162 rkm, 54 ckm, 66 rusznic ppanc, 12 armat ppanc 45 mm, 4 armaty 76 mm, 18 moździerzy 50 mm, 27 moździerzy 82 mm, 8 moździerzy 120 mm

## Działania bojowe
Od chwili sformowania do zakończenia wojny pułk walczył w składzie 9 Dywizji Piechoty. Najcięższe walki stoczył za Nysą pod Uhmannsdorf, a następnie pod Guttau, Klix nad Sprewą i Pulsnitz. W dniach 23-26 kwietnia odpierał ataki niemieckich sił pancernych pod Lepersdorf, a od 27 kwietnia walczył w okrążeniu pod Kuckau. W operacji praskiej walczył pod Schmeckwitz, Elstra, Weickersdorf i 8 maja 1945 r. osiągnął Łabę w rej. Prossen. Działania wojenne zakończył w rejonie Děčína. 13 maja rozpoczął marsz na Ziemie Odzyskane. 23 maja pułk dotarł do Opola skąd transportem kolejowym został przegrupowany do Rzeszowa. Od lata 1945 r. do jesieni 1947 r. walczył z Ukraińską Powstańczą Armią na Rzeszowszczyźnie (I batalion pułku, dowodzony przez kpt. Podleśnego działał od początku sierpnia 1945).
|  |  |

## Żołnierze pułku
Dowódcy
- ppłk Marek Żuk (od września 1944)
- mjr Witalis Szerszeń - 1949

Odznaczeni Krzyżem Srebrnym Orderu Virtuti Militari
1. por. Paweł Kuś
2. ppor. Jan Wróblewski